# لنا مایر-لاندروت
لنا مایر-لاندروت (به آلمانی: Lena Meyer-Landrut)، (متولد ۲۳ مه ۱۹۹۱) که با نام لنا نیز شناخته می‌شود، خواننده‌ای آلمانی است. او در مسابقه آواز یوروویژن ۲۰۱۰ که در اسلو، نروژ برگزار شد به نمایندگی از آلمان شرکت کرد و با آهنگ ماهواره با ۲۴۶ امتیاز اول شد.
| پیشین: اسکار لویا و الکس کریستنسن «میس کیس کیس بنگ» | آلمان در مسابقه آواز یوروویژن ۲۰۱۰ و ۲۰۱۱ | پسین: رومان لوب «هنوز ایستاده»      |
| پیشین: الکساندر ریباک با «داستان‌پریان»              | قهرمان یوروویژن ۲۰۱۰                      | پسین: الدار و نگار با «دوان ترسیده» |